# Anarpia incertalis
Anarpia incertalis is een vlinder uit de familie grasmotten (Crambidae). De wetenschappelijke naam is voor het eerst geldig gepubliceerd in 1832 door Duponchel.
De soort komt voor in Europa.